# Gino Mäder
Gino Mäder (ur. 4 stycznia 1997 w Flawil, zm. 16 czerwca 2023 w Chur) – szwajcarski kolarz szosowy i torowy. Miał na koncie m.in. wygrane etapy Giro d’Italia 2021 i Tour de Suisse 2021, 5. miejsce i wygraną klasyfikację młodzieżową Vuelta a España 2021 oraz 2. miejsce w Tour de Romandie 2022. Został też mistrzem Szwajcarii juniorów w jeździe indywidualnej na czas w 2015.
Zmarł 16 czerwca 2023, w wyniku obrażeń doznanych dzień wcześniej w wypadku na trasie Tour de Suisse 2023.

## Osiągnięcia

### Kolarstwo szosowe
Opracowano na podstawie:

2015
- 2. miejsce w Tour du Pays de Vaud
  - 1. miejsce w prologu i 1. etapie
- 1. miejsce w mistrzostwach Szwajcarii juniorów (jazda indywidualna na czas)
- 2. miejsce w Grand Prix Rüebliland

2017
- 3. miejsce w Piccolo Giro di Lombardia

2018
- 1. miejsce na 4. etapie Ronde de l’Isard
- 2. miejsce w mistrzostwach Szwajcarii U23 (jazda indywidualna na czas)
- 1. miejsce w klasyfikacji punktowej Tour Alsace
  - 1. miejsce na 4. etapie
- 3. miejsce w Tour de l’Avenir
  - 1. miejsce na 8. i 10. etapie
- 2. miejsce w Tour of Hainan
  - 1. miejsce na 6. etapie

2021
- 1. miejsce na 6. etapie Giro d’Italia
- 1. miejsce na 8. etapie Tour de Suisse
- 5. miejsce w Vuelta a España
  - 1. miejsce w klasyfikacji młodzieżowej

2022
- 2. miejsce w Tour de Romandie

### Kolarstwo torowe
Opracowano na podstawie:
2014
- 2. miejsce w mistrzostwach Europy juniorów (omnium)

2015
- 2. miejsce w mistrzostwach świata juniorów (wyścig drużynowy na dochodzenie)

## Rankingi

### Kolarstwo szosowe
| Rok             | 2017  | 2018 | 2019 | 2020 | 2021 | 2022 | 2023 |
| --------------- | ----- | ---- | ---- | ---- | ---- | ---- | ---- |
| World Ranking   | 1506. | 308. | 361. | 390. | 79.  | 138. | 285. |
| UCI Europe Tour | 963.  | 293. | 292. | 319. | 66.  | 115. | -    |
|                 |       |      |      |      |      |      |      |
| Źródło: UCI     |       |      |      |      |      |      |      |